# Ulica Tadeusza Kościuszki w Zakopanem
Ulica Tadeusza Kościuszki – jedna z ważniejszych ulic w Zakopanem. Prowadzi z Dworca PKP do centrum miasta. Jako jedna z nielicznych zakopiańskich ulic powstawała od podstaw.

## Historia
Po powstaniu dworca kolejowego powstała potrzeba połączenia go z centrum miasta. Wkrótce opracowano plan nowej ulicy. Budowę rozpoczęto w 1904 r. Początkowo droga otrzymała nazwę Marszałkowska. W 1919 r. zmieniono ją na Tadeusza Kościuszki. Obecnego znaczenie ulica nabrała po wybudowaniu Urzędu Miasta.

## Ważne obiekty
Przy ul. Kościuszki mieści się wiele ważnych budynków, w tym :
- siedziba Urzędu Miasta
- siedziba Związku Podhalan.
- bar FIS
- willa Kossakówka (nr.20)